# Najot

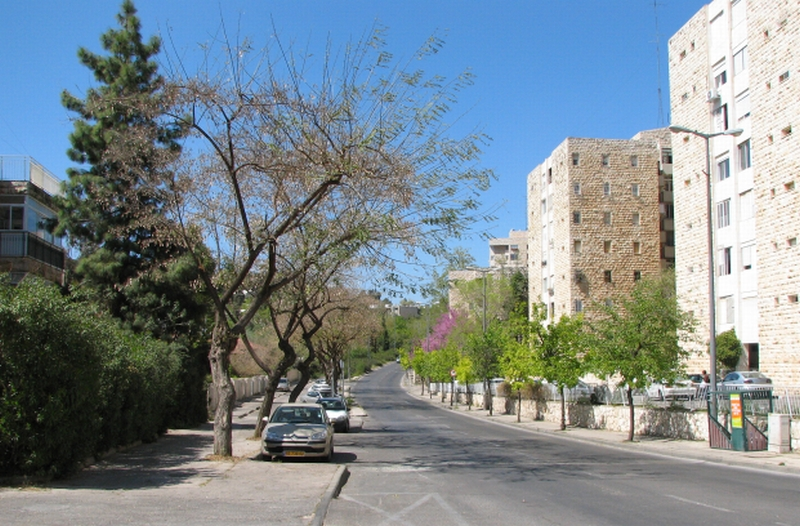
Ulice Jehudy Burly, Najot

Najot (hebrejsky: נָיוֹת) je čtvrť v jihocentrálním Jeruzalémě, založená roku 1960 skupinou anglicky mluvících imigrantů. Nachází se zde například Jeruzalémská botanická zahrada.

## Etymologie
Slovo Najot (doslova „oáza“) je v Bibli zmíněno celkem šestkrát, a to například v 1. knize Samuelově (19:18)

## Historie
Najot byl prvním projektem bytové výstavby, který v Jeruzalémě postavili imigranti z anglicky mluvících zemí. Až do roku 1963, kdy čtvrť získala svůj oficiální (dnešní) název, byla známá jako anglosaská čtvrť (ha-Šikun ha-Anglo Saxi‎). Anglicky mluvící imigranti, kteří se v 50. letech chtěli usadit v Jeruzalémě vytvořili roku 1957 výbor a od Židovského národního fondu si pronajali šestnáct dunamů půdy pod vyvýšeninou na pokraji města (dnes se na této vyvýšenině nachází Izraelské muzeum a Kneset).
Z celkového počtu 62 dvojdomků, které byly postaveny roku 1960, bylo padesát získáno rodinami, které do Izraele imigrovaly ze Spojených států a Kanady. Řada z prvních nájemců byli diplomaté, jako například Simcha Dinic. Architektem projektu byl David Resnick, který roku 1995 získal Izraelskou cenu za architekturu.